# Mia De Brouwer
Mia De Brouwer is een Belgisch lokaal politicus voor Vlaams Belang en vervolgens N-VA.
De Brouwer zetelt sinds 2007 in de gemeenteraad van Aalst, in eerste instantie als Vlaams Belanger. Vóór de gemeenteraadsverkiezingen van 2012 stapte ze over naar N-VA. Van 2013 tot 2020 was ze schepen, bevoegd voor burgerlijke stand en bevolking, toerisme en senioren en na 2018 ook voor dierenwelzijn. Ze werd opgevolgd door Caroline De Meerleer.
De Brouwer baat een café uit.
Ze is de voormalige schoonmoeder van politicus Ilse Uyttersprot.